# Concours de violoncelle Rostropovitch
Le concours de violoncelle Rostropovitch est un concours international de violoncelle organisé à Paris de 1977 à 2009.

## Éditions
| Année | Président                                                       | Jury | Œuvre commandée                                       | Prix |
| ----- | --------------------------------------------------------------- | --- | ----------------------------------------------------- | --- |
| 1977  | Mstislav Rostropovitch                                          | Luciano Berio Henri Dutilleux Raya Garbousova Witold Lutoslawski Pierre Penassou Iannis Xenakis                                                              | Kottos, Iannis Xenakis                                | 1er Grand Prix ex æquo : Lluis Claret et Frédéric Lodéon 3e Prix : Yvan Chiffoleau 4e Prix : Pierre Strauch |
| 1981  | Mstislav Rostropovitch                                          | Henri Dutilleux Pierre Fournier Raya Garbousova Antonio Janigro Witold Lutoslawski André Navarra Leonard Rose Etienne Vatelot                                | Quasi scherzando, Gilbert Amy                         | 1er Grand Prix : Maria Kliegel 2e Grand Prix : Yvan Chiffoleau 3e Prix : Carter Brey 4e Prix : Young Chang Cho |
| 1986  | Mstislav Rostropovitch                                          | Reine Flachot Raya Garbousova Cristobal Halffter Ludwig Hoelscher Alain Meunier André Navarra Aldo Parisot William Pleeth Etienne Vatelot                    | Per Slava, Krzysztof Penderecki                       | Grand Prix de la Ville de Paris : Gary Hoffman 2e Grand Prix : Gustav Rivinius (de) 3e Prix : Christoph Richter |
| 1990  | Mstislav Rostropovitch                                          | Rodion Chedrine Lluis Claret Natalia Gutman Frans Helmerson Frédéric Lodéon Arto Noras Tsuyoshi Tsutsumi Etienne Vatelot Raphael Wallfisch Uzi Wiesel        | Bribes russes, Rodion Chedrine                        | Grand Prix de la Ville de Paris : Wendy Warner 2e Grand Prix : Colin Carr 3e Prix ex æquo : Anne Gastinel et Xavier Phillips                                                                                          |
| 1994  | Mstislav Rostropovitch                                          | Young-Chang Cho Henri Dutilleux David Geringas Natalia Gutman Frans Helmerson Alain Meunier Philippe Muller Tsuyoshi Tsutsumi Etienne Vatelot Uzi Wiesel     | Improvisation pour violoncelle seul, Alfred Schnittke | Grand Prix de la Ville de Paris : Han-Na Chang 2e Grand Prix : Wolfgang Schmidt 3e Prix : Jérôme Pernoo 4e Prix : Claudio Bohórquez 5e Prix : Stanimir Todorov 6e Prix : Matthieu Rogué                               |
| 1997  | Mstislav Rostropovitch                                          | Young-Chang Cho Walter Grimmer Natalia Chakovskaïa David Geringas Frans Helmerson Tsuyoshi Tsutsumi Etienne Vatelot Uzi Wiesel                               | Spins and Spells, Kaija Saariaho                      | Grand Prix de la Ville de Paris : Enrico Dindo 2e Grand Prix : Hai-Ye Ni 3e Prix : Monika Leskovar 4e Prix : Oren Shevlin 5e Prix : Sol Gabetta Timacheff 6e Prix : Boris Andrianov                                   |
| 2001  | Mstislav Rostropovitch                                          | Natalia Chakovskaïa Young-Chang Cho David Geringas Frans Helmerson Philippe Muller Arto Noras Marco Stroppa Tsuyoshi Tsutsumi Etienne Vatelot Uzi Wiesel     | Ay, there’s the rub, Marco Stroppa                    | Grand Prix de la Ville de Paris : Tatjana Vassilieva 2e Grand Prix : Oren Shevlin 3e Prix : Sophie Shao 4e Prix : Mark Kosower 5e Prix : Enrico Bronzi 6e Prix : Romain Garioud                                       |
| 2005  | Mstislav Rostropovitch                                          | Natalia Chakovskaïa Young-Chang Cho Frans Helmerson Gary Hoffman Alain Meunier Philippe Muller Arto Noras Raimund Trenkler Tsuyoshi Tsutsumi Etienne Vatelot | Oyan!, Franghiz Ali-Zadeh                             | Grand Prix de la Ville de Paris : Marie-Elisabeth Hecker 2e Grand Prix : Julian Steckel 3e Prix : Giorgi Kharadze 4e Prix : Kaori Yamagami 5e Prix : Renaud Déjardin 6e Prix : Elizaveta Sushchenko                   |
| 2009  | Krzysztof Penderecki Présidente d'honneur : Elena Rostropovitch | Natalia Chakovskaïa Young-Chang Cho Frans Helmerson Gary Hoffman Philippe Muller Arto Noras Raimund Trenkler Tsuyoshi Tsutsumi                               | Invocation, Éric Tanguy                               | Grand Prix de la Ville de Paris : Dai Miyata 2e Prix - Prix de l'Académie des Beaux Arts : Jakob Koranyi 3e Prix - Prix offert par le Fonds pour la Création Musicale : Norbert Anger 4e Prix : Sietse-Jan Weijenberg |